# Ozarba choruba
Ozarba choruba är en fjärilsart som beskrevs av Dyar 1914. Ozarba choruba ingår i släktet Ozarba och familjen nattflyn. Inga underarter finns listade i Catalogue of Life.